# Whakapara
Whakapara est un village et une localité rurale du nord de la région de Whangarei, située dans le district de Whangarei de la région du Northland dans l’île du Nord de la Nouvelle-Zélande.

## Installation
Le village comprend le marae de « Whakapara Marae » et la maison de rencontre de « Te Ihi o Nehua » : un lieu de rassemblement pour les membres des Ngāpuhi de l’hapū des Ngāti Hao (en) et des Ngāti Hau (en).